# Pedro Pablo Kuczynski
Pedro Pablo Kuczynski Godard (přezdívka: PPK; * 3. října 1938, Lima) je peruánský ekonom a politik. Od července 2016 do března 2018 vykonával funkci prezidenta Peruánské republiky.

## Biografie
Narodil se v Limě německému lékaři polského původu Maxi Kuczynskému, který vedl v Iquitos zařízení pro lidi trpící leprou, a francouzské učitelce Madeleine Godardové.
V roce 1962 se oženil s Jane Dudley Caseyovou, se kterou má tři děti, a to Carolinu Madeleine, Alexandru Louise a Johna-Michaela Kuczynských. Jeho druhou manželkou je Američanka Nancy Ann Langeová.

### Prezidentské volby 2016
V červnu roku 2016 porazil v druhém kole prezidentských voleb se ziskem 50, 12% hlasů Keiko Fujimoriovou, dceru bývalého peruánského prezidenta Alberta Fujimoriho, a stal se prezidentem Peru. V prezidentském úřadu tak nahradil odcházejícího prezidenta Ollantu Humalu.

### Osvobození Alberta Fujimoriho
Na konci prosince roku 2017 udělil – ze zdravotních důvodů – milost Albertu Fujimorimu, bývalému peruánskému prezidentovi, odsouzenému k 25letému trestu odnětí svobody za korupci a porušování základních lidských práv, a to právě v neklidném politickém čase, kdy byl tamější opoziční stranou, Fuerza Popular, obviněn a následně díky ní i podroben hlasování o svém odvolání z funkce kvůli podezření z korupce. Odvolat se jej však nakonec nepodařilo, neboť tento pokus o jeho odvolání nepodpořilo deset poslanců z řad opozice. Opoziční strana k tomu následně uvedla, že se jej nezdařilo odvolat z důvodů příslibu poslancům, že propustí Fujimoriho, což vláda jako zdůvodnění jejich neúspěchu odmítla. Omilostnění Fujimoriho se však nesetkalo s kladným ohlasem nejenom u peruánské veřejnosti, nýbrž i u samotných poslanců. Jen o několik dní později tak na důkaz nesouhlasu s udělenou milostí rezignovali na svoje úřady jak ministr kultury Salvador del Solar, tak i dokonce samotný prezidentův poradce Máximo San Román.
21. března 2018 podal rezignaci na post prezidenta Peru, peruánský Kongres ji 23. března přijal. Kuczynského nástupcem se stal dosavadní viceprezident Martín Vizcarra.

## Vyznamenání
- velkokříž Řádu Isabely Katolické – Španělsko, 29. listopadu 2001 – udělil král Juan Carlos I.[13]
- velkokříž Řádu peruánského slunce – Peru, 27. července 2006[14]
- velkokříž s řetězem Řádu andského kondora – Bolívie, 2016 – udělil prezident Evo Morales[15]

## Zajímavosti
- Je po matce spřízněný s Jeanem-Lucem Godardem, francouzským režisérem.[16]
- Je hudebně nadaný, umí hrát na piáno.